# إلدون أ. ماني
إلدون أ. ماني هو سياسي أمريكي، ولد في 7 نوفمبر 1930 في سبانيش فورك في الولايات المتحدة، وتوفي في 8 يوليو 2020. نشط حزبياً في الحزب الديمقراطي. وقد انتخب عضو مجلس نواب ولاية يوتا ‏.